# Star Alliance
Star Alliance er verdens største flyselskabsalliance med hovedkvarter i Frankfurt am Main, Tyskland. Alliancen blev grundlagt i 1997 af fem flyselskaber: skandinaviske SAS, tyske Lufthansa, Thai Airways, amerikanske United Airlines og canadiske Air Canada. SAS forlod alliancen 31. august 2024 i forbindelse med sin overgang til SkyTeam.

### Medlemskab
Alliancen består af 25 fuldgyldige medlemmer: Aegean Airlines, Air Canada, Air China, Air India, Air New Zealand, japanske All Nippon Airways, koreanske Asiana Airlines, østrigske Austrian Airlines, colombianske Avianca, belgiske Brussels Airlines, panamanske Copa Airlines, kroatiske Croatia Airlines, egyptiske Egyptair, etiopiske Ethiopian Airlines, taiwanesiske EVA Air, polske LOT Polish Airlines, tyske Lufthansa, kinesiske Shenzhen Airlines, Singapore Airlines, sydafrikanske South African Airways, schweiziske Swiss, TAP Air Portugal, thailandske Thai Airways International, tyrkiske Turkish Airlines og amerikanske United Airlines.
Alliancen har desuden en Connecting Partner, Juneyao Air, som tilbyder yderligere forbindelser via Shanghai.

### Størrelse og netværk
Star Alliance er fortsat den største af de tre globale alliancer med en markedsandel på 17,4 %. Alliancens 25 medlemmer opererer tilsammen mere end 17.500 daglige afgange til over 1150 lufthavne i 189 lande og råder over en flåde på cirka 5000 fly.